# Призренска-Бистрица
Призренска-Бистрица (серб. Призренска Бистрица), также Лумбарди (Люмбарди, алб. Lumbardhi i Prizrenit) — река, протекающая через центр города Призрен. Приток реки Белый Дрин. Берёт исток на склонах гор Шар-Планина у границы с Северной Македонией. Течёт на запад. Впадает в Белый Дрин западнее города Призрен.

## Этимология
Славянский гидроним Бистрица образован от бистар — «чистый». Албанский гидроним Лумбарди образован от lumë — «река» и bardhë — «белый» и означает «Белая река».

## Крепость Калая

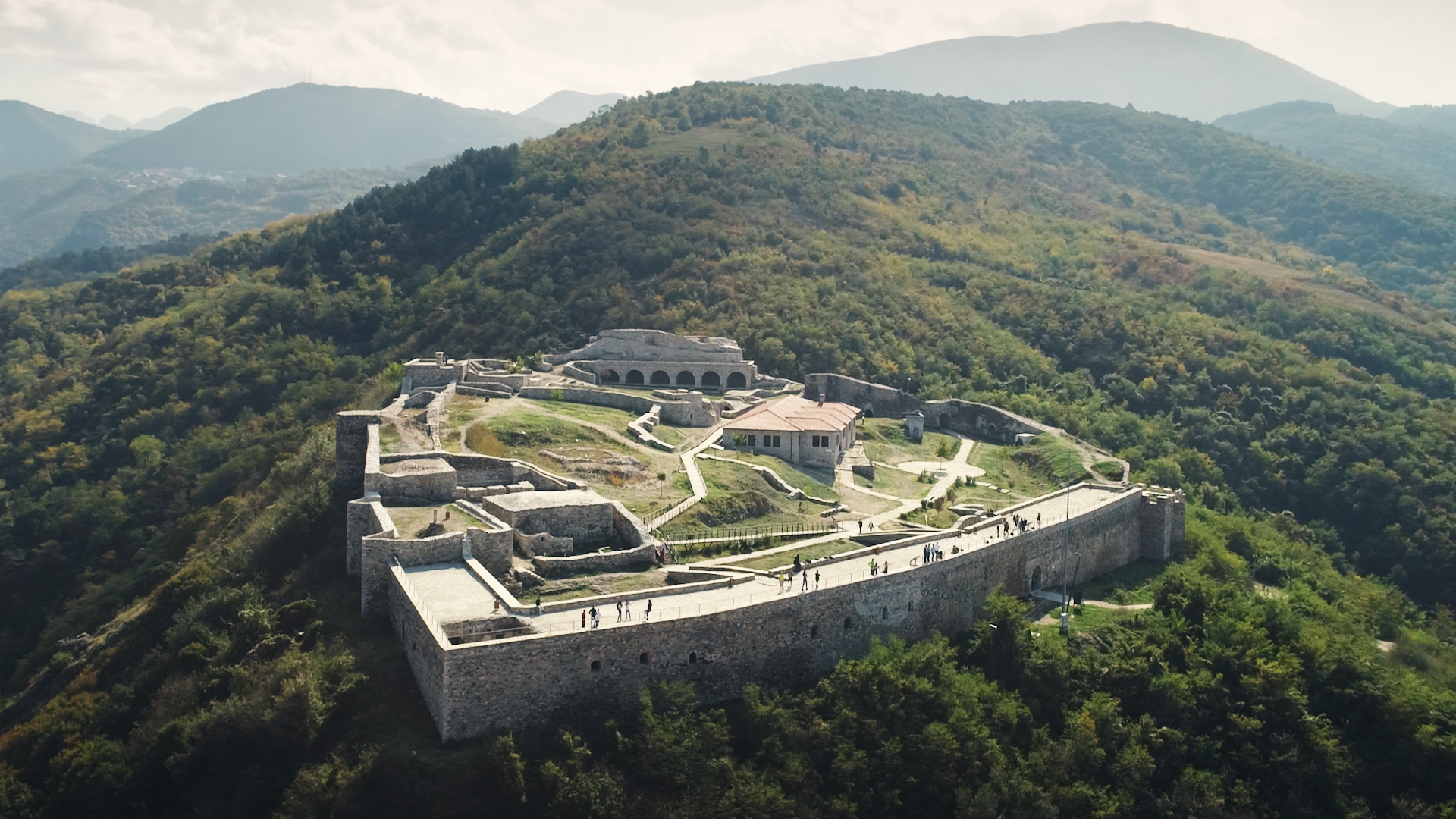
Руины крепости Калая

На левом берегу реки, на скале расположены руины крепости Калая, возведённой византийцами в XI веке. Крепость перестроена в XIV и XVII веках.

## Монастырь Святых Архангелов

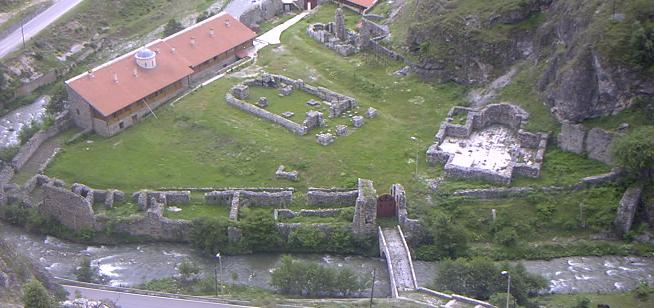
Руины монастыря Святых Архангелов

В 3 км к юго-востоку от Призрена в ущелье реки расположен монастырь Святых Архангелов Рашско-Призренской епархии Сербской православной церкви, построенный в 1343—1352 гг. Стефаном Душаном как будущая усыпальница на месте разрушенного византийского храма. Сохранились руины.

## Старый мост

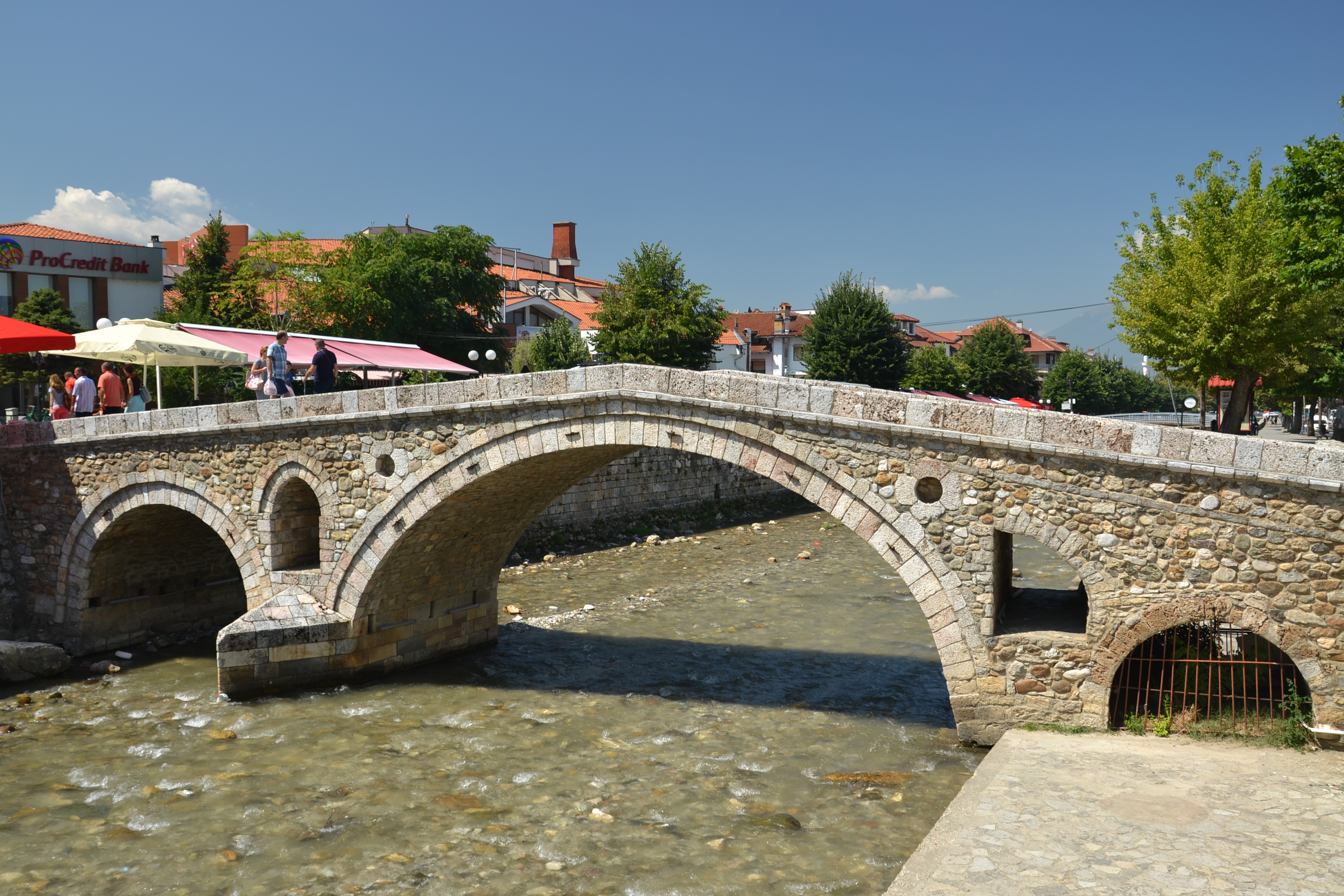
Старый мост

В Призрене через реку в конце XV — начале XVI века построен Старый мост. Разрушен наводнением 1979 года, восстановлен в 1982 году.

## Музей электричества

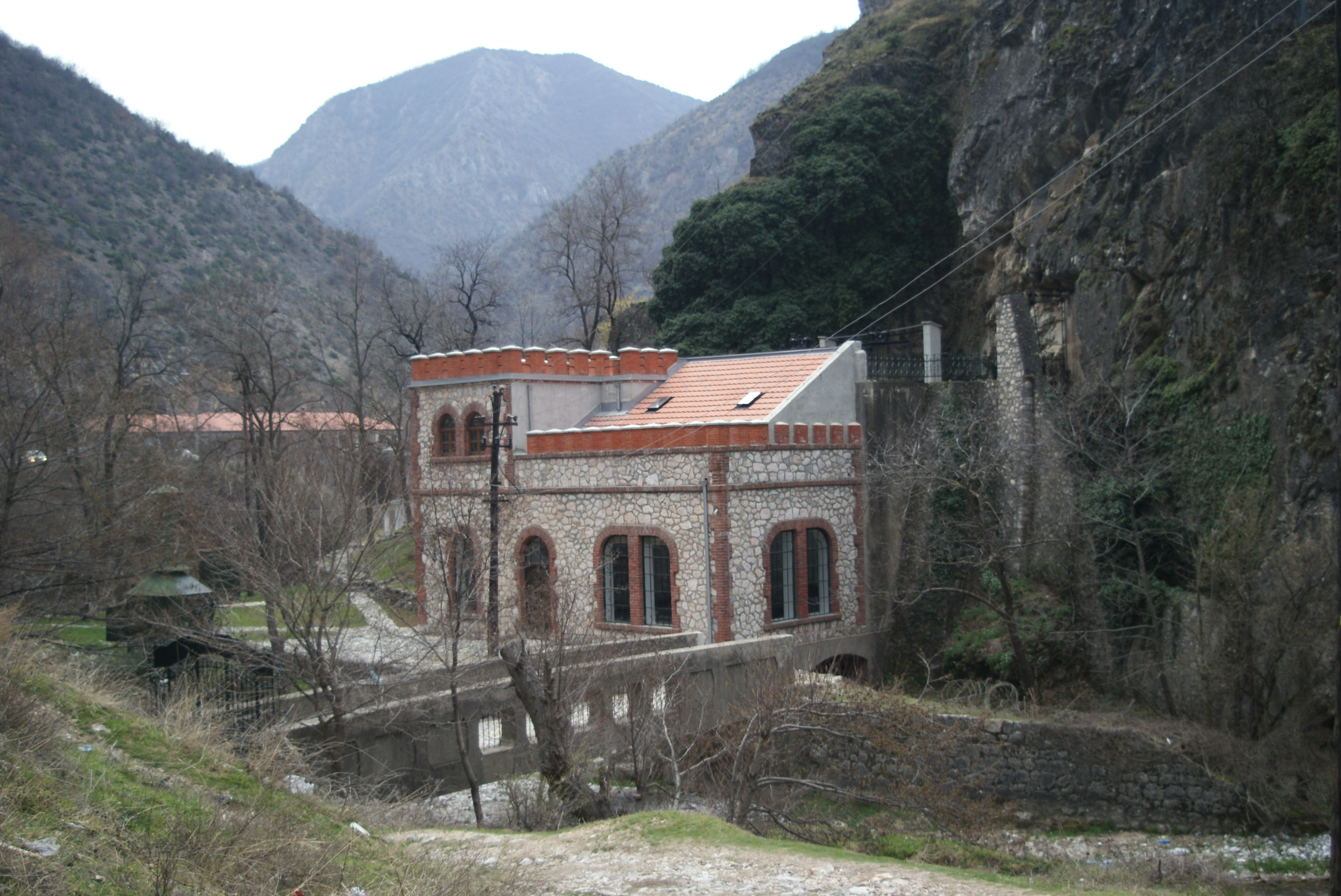
Музей электричества

Примерно в 2,5 км к юго-востоку от Призрена в 1926—1928 гг. построено здание ГЭС. Установленная мощность 160 кВт. Электростанция закрыта в 1973 году. В 1979 году здание ГЭС приспособлено под Музей электричества.